# Saison 2013 des Braves d'Atlanta
La saison 2013 des Braves d'Atlanta est la 48e saison en Ligue majeure de baseball pour cette équipe depuis son arrivée à Atlanta, la 142e de l'histoire de la franchise et sa 137e dans la MLB.
Les Braves passent toutes les journées de la saison, sauf une, au premier rang de la division Est de la Ligue nationale, une position qu'ils ne quittent plus à partir du 5 avril, pour leur premier titre de section depuis 2005. Avec 96 victoires, deux de plus que la saison précédente, contre 66 défaites, ils accèdent aux séries éliminatoires pour la deuxième année de suite mais s'inclinent devant les Dodgers de Los Angeles en Série de divisions.

## Contexte
Avec 94 victoires et 68 défaites en 2012, les Braves améliorent leur fiche de cinq victoires, offrent leur meilleure performance en saison régulière depuis 2004 et reviennent, après une absence d'un an, en séries éliminatoires. Ils terminent second de la division Est de la Ligue nationale, quatre parties derrière les meneurs, les Nationals de Washington. Forcés de disputer, en vertu du nouveau format de séries éliminatoires du baseball majeur, le tout premier match de meilleur deuxième de la Ligue nationale, les Braves sont éliminés lorsqu'ils s'inclinent 6-3 à Atlanta contre les Cardinals de Saint-Louis.

## Intersaison

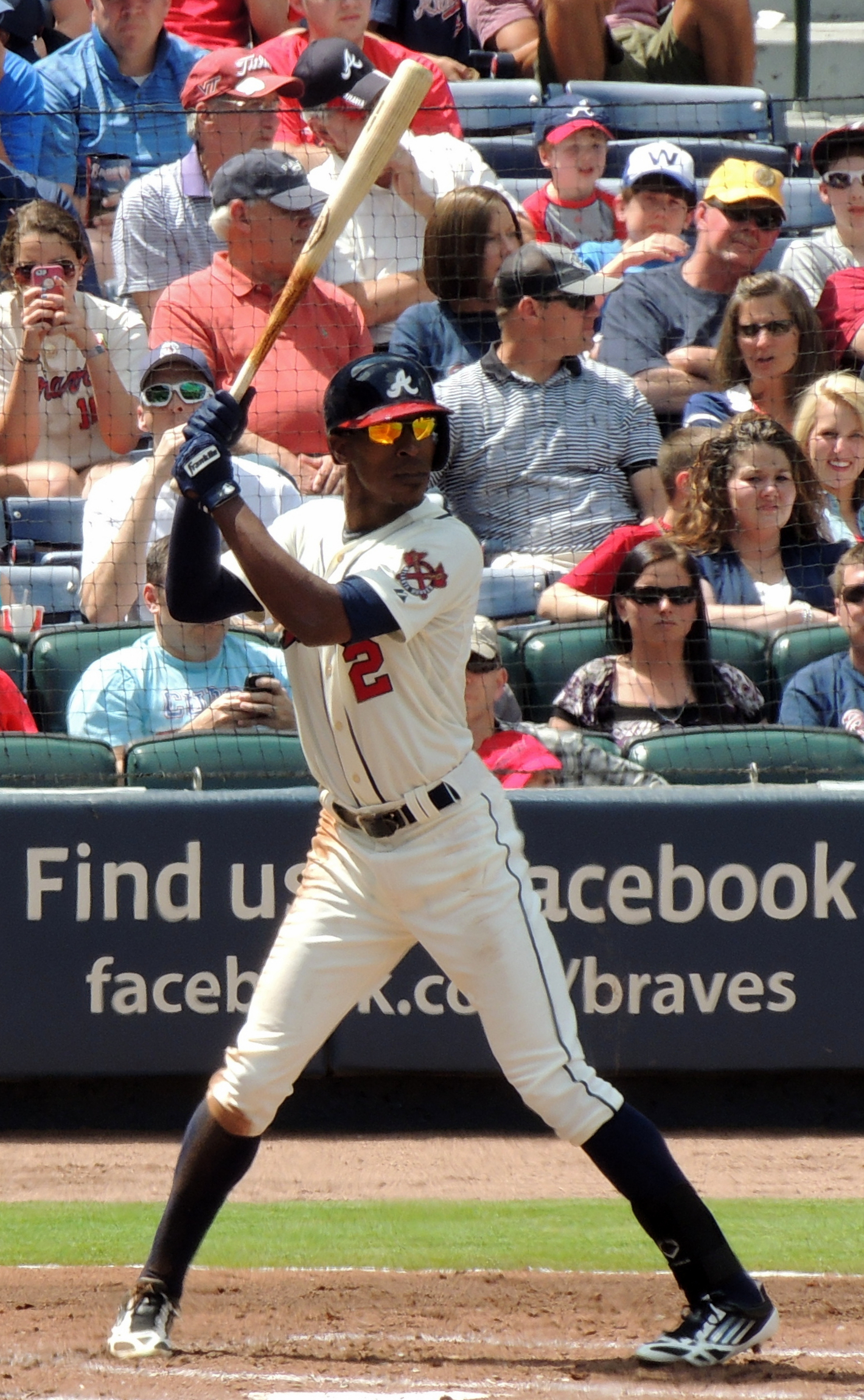
B. J. Upton (photo) et son frère Justin font leur arrivée à Atlanta.

Les Braves sont actifs sur les marchés des agents libres et des transactions durant l'entre-saison. Ils frappent un grand coup le 29 novembre 2012 lorsqu'ils soutirent aux Rays de Tampa Bay le voltigeur B. J. Upton, qu'ils mettent sous contrat pour 5 ans.  Le 24 janvier 2013, les Braves font l'acquisition de son frère Justin Upton : ils transfèrent les joueurs de troisième but Martin Prado et Brandon Drury, les lanceurs droitiers Randall Delgado et Zeke Spruill, ainsi que l'arrêt-court Nick Ahmed aux Diamondbacks de l'Arizona pour acquérir le plus jeune des deux voltigeurs Upton et le troisième but Chris Johnson.
L'arrivée de B. J. Upton convainc les Braves de laisser filer leur voltigeur Michael Bourn, devenu agent libre et demandant un important salaire après une brillante saison 2012.
Le 14 novembre 2012, les Braves perdent David Ross, l'un des meilleurs receveurs substituts des majeures, lorsque celui-ci signe un contrat avec les Red Sox de Boston.
Le 30 novembre 2012, les Braves échangent le lanceur partant droitier Tommy Hanson aux Angels de Los Angeles pour le releveur droitier Jordan Walden.
Le voltigeur Reed Johnson, devenu agent libre, est remis sous contrat pour un an par Atlanta le 6 décembre. Le voltigeur Matt Diaz quitte quant à lui pour les Yankees de New York.
Le troisième but étoile Chipper Jones ne revient pas en 2013, après avoir mis fin en 2012 à sa longue et brillante carrière avec Atlanta.

## Calendrier pré-saison
L'entraînement de printemps des Braves se déroule du 22 février au 30 mars 2013.

## Saison régulière
La saison régulière des Braves se déroule du 1er avril au 29 septembre 2013 et prévoit 162 parties. La saison débute par une visite des Phillies de Philadelphie.

### Mai
- 2 mai : Justin Upton des Braves est nommé meilleur joueur du mois d'avril dans la Ligue nationale[12] et Evan Gattis est élu meilleure recrue du premier mois de la saison[13].

### Juin
- 2 juin : Pour un deuxième mois consécutif, Evan Gattis des Braves est élu meilleur joueur recrue du mois dans la Ligue nationale, recevant l'honneur pour mai[14].

### Juillet
- 29 juillet : Les Braves échangent le lanceur droitier Cory Rasmus aux Angels de Los Angeles pour le releveur gaucher Scott Downs[15].

### Septembre
- 22 septembre : La défaite des Nationals de Washington, seconds dans la section Est, permet aux Braves de remporter leur premier championnat de division depuis 2005[16].
- 30 septembre : Kris Medlen des Braves est élu meilleur lanceur du mois de septembre dans la Ligue nationale. Il ajoute cet honneur à des récompenses similaires en août et septembre 2012[17].

### Classement
| Ligue nationale (Division Est) | V  | D   | %    | Diff. | Diff. (séries) |
| ------------------------------ | -- | --- | ---- | ----- | -------------- |
| Braves d'Atlanta               | 96 | 66  | ,593 | -     | -              |
| Nationals de Washington        | 86 | 76  | ,531 | 10    | 4              |
| Mets de New York               | 74 | 88  | ,457 | 22    | 16             |
| Phillies de Philadelphie       | 73 | 89  | ,451 | 23    | 17             |
| Marlins de Miami               | 62 | 100 | ,383 | 34    | 28             |

## Affiliations en ligues mineures
| Niveau            | Équipe                   | Ligue                   |
| ----------------- | ------------------------ | ----------------------- |
| AAA               | Braves de Gwinnett       | Ligue internationale    |
| AA                | Braves du Mississippi    | Southern League         |
| A-Advanced        | Hillcats de Lynchburg    | Carolina League         |
| A                 | Rome Braves              | South Atlantic League   |
| Ligue des recrues | Braves de Danville       | Appalachian League      |
| Ligue des recrues | Gulf Coast League Braves | Gulf Coast League       |
| Ligue des recrues | Dominican Summer Braves  | Dominican Summer League |